# Breaking Dawn: Parte 1 (trilha sonora)
The Twilight Saga: Breaking Dawn – Part 1 (Original Motion Picture Soundtrack) é a trilha sonora oficial do filme Amanhecer – Parte 1. Este é o quarto CD da trilha sonora da série The Twilight Saga (2008-2012), e foi lançado em 8 de novembro de 2011, e foi novamente produzida por Alexandra Patsavas.

## Faixas
1. "End Tapes" - The Joy Formidable
2. "Love Will Take You" - Angus & Julia Stone
3. "It Will Rain" - Bruno Mars
4. "Turning Page" - Sleeping at Last
5. "From Now On" - The Features
6. "A Thousand Years" - Christina Perri
7. "Neighbors" - Theophilus London
8. "I Didn't Mean It" - The Belle Brigade
9. "Sister Rosetta" - Noisettes
10. "Northern Lights" - Cider Sky
11. "Flightless Bird, American Mouth" - Iron & Wine
12. "Requiem on Water" - Imperial Mammoth
13. "Cold" - Aqualung & Lucy Schwartz
14. "Llovera" - Mia Maestro
15. "Love Death Birth" - Carter Burwell

## Paradas musicais
Breaking Dawn – Part 1: Original Motion Picture Soundtrack vendeu cerca de 105 mil cópias em sua primeira semana de vendas nos Estados Unidos, estreando na #4 posição nas paradas da Billboard 200. Esta é a primeira vez que uma trilha sonora na cronologia da saga não estreia no topo das posições, mas é o quarto em uma fileira para estrear entre os cinco primeiros.
| Paradas (2011)                  | Melhor posição |
| ------------------------------- | -------------- |
| Alemanha (Media Control Charts) | 8              |
| Austrália (ARIA Charts)         | 9              |
| Austrian Albums Chart           | 7              |
| Hungria (Mahasz)                | 32             |
| Nova Zelândia (RIANZ)           | 11             |
| Polônia (Polish Music Charts)   | 47             |
| Suíça (Swiss Music Charts)      | 16             |
| Estados Unidos Billboard 200    | 4              |